# Leonardo Pereyra
Leonardo Pereyra (Montevideo, 18 de noviembre de 1967) es un periodista y autor uruguayo.
Escribe en El Observador, y desde 2020, participó como co-conductor en el programa de televisión Santo y Seña de Canal 4.

## Selección de obras
- Sin permiso. Entrevistas. Las palabras y los silencios de los candidatos. Montevideo: Morena. 2004. p. 135. (con Fernanda Cabrera)
- Wilson Ferreira : la lucha por la democracia. Montevideo: EBO. 2012. p. 141. ISBN 978-9974-1-0783-0.
- Pluna: la caja negra. Montevideo: El Observador. 2014. p. 201. (con Gabriel Pereyra, Natalia Gold y otros)
- Blog Historias Mínimas*